# Burgstall Hahnreuth
Der Burgstall Hahnreuth bezeichnet eine abgegangene mittelalterliche Höhenburg in einem Waldgebiet bei Hahnreuth, einem Gemeindeteil der niederbayerischen Gemeinde Postau im Landkreis Landshut. Die Anlage wird als Bodendenkmal unter der Aktennummer D-2-7339-0157 als „Burgstall des Mittelalters“ geführt.

## Geschichte
Die Burg Hahnreuth wurde vor 1124 zerstört; ob dies während der Ungarneinfälle erfolgte oder sie einfach zugunsten eines Neubaus von Schloss Grießenbach verlassen wurde, ist ungewiss. Ihr letzter Besitzer war Ludolf von Hahnreith, der als Erbauer von Schloss Grießenbach gilt und sich danach nach Grießenbach nannte.

## Beschreibung
Der Burgstall Hahnreuth liegt auf einer vorspringenden Nase des Täublerberges zwischen Grießenbach und Hahnreuth. 600 m südwestlich des Burgstalls befindet sich das abgegangene Schloss Grießenbach. Der Burgstall ist zweigliedrig und besteht aus einem tiefer gelegenen westlichen Kernwerk und einer östlich gelegenen Vorburg. Zwischen  dem  Burgstall und dem Steilabhang liegen mehrere terrassenförmige Streifen ohne erkennbare Gräben. Der Burgkegel des Kernwerkes erhebt sich mit einer steilen Böschung 7 m über der Hangkante. Das oben gelegene Plateau besitzt einen Durchmesser von 10 m, darauf sind Eingrabungstrichter zu erkennen. Die östlich gelagerte Vorburg nimmt ein ovales Plateau mit 24 (in Nord-Süd-Richtung) × 17 m (in Ost-West-Richtung) ein und überragt das Kernwerk um 6 m. Dazwischen liegt ein Graben, der von der Sohle bis zur Höhe des Kernwerks um 3 m ansteigt,  die Höhe zur Vorburg beträgt 10 m. Der Abfall des Vorwerks zum weiter ansteigenden Hinterland macht wieder 3 m aus.